# It Is Not the Pornographer That Is Perverse...
It Is Not the Pornographer That Is Perverse... è un film del 2018 diretto da Bruce LaBruce.

## Trama
È un film suddiviso in quattro episodi legati al sesso.
Diablo en Madrid
Un diavolo emerge dagli inferi e inizia a sedurre tutti gli uomini che stanno piangendo in un grande cimitero. Un angelo osserva le sue azioni diaboliche e infine lo affronta, dando vita a un'epica battaglia tra il bene e il male.
Über Menschen
Un professore si reca a Madrid con l'intenzione di uccidersi gettandosi dal Viaducto de Segovia, un noto sito per i suicidi. Quando il suo giovane autista Uber immagina quello che egli intende fare, lo interroga e gli offre invece un tour molto personale della città.
Purple Army Faction
In un prossimo futuro, un gruppo terroristico chiamato "Purple Army Faction" (PAF) si è formato per limitare la riproduzione degli uomini. A tal fine, rapiscono ignari uomini eterosessuali e li convertono alla causa gay.
Dirty Cinema (Fleapit)
Un gruppo di undici persone che guardano The Raspberry Reich in un cinema iniziano lentamente a flirtare, diventando sempre più sessualmente eccitati finché non diventano parte del film porno.

## Citazioni cinematografiche
- Il titolo è un riferimento a Non è l'omosessuale ad essere perverso, ma la situazione in cui vive (1971).